# Ja'akov Jacques Amir
Ja'akov Jacques Amir (hebrejsky יעקב ז'אק אמיר, Ja'akov Ž'ak Amir, žil 15. března 1933 – 30. března 2011) byl izraelský politik a poslanec Knesetu za stranu Ma'arach.

## Biografie
Narodil se ve městě Mogador v Maroku. Vystudoval odbornou školu v Casablance. V roce 1952 přesídlil do Izraele. V letech 1952–1953 se zapojil do kibucu Ejn Gev, pak byl v letech 1953–1958 členem kibucu Ginosar. Roku 1958 se přestěhoval do města Dimona a v letech 1959–1974 pracoval v průmyslovém podniku Dead Sea Works. Stal se předákem dělníků v kovoprůmyslu a později předsedou zaměstnanecké rady. Studoval na Manažerském institutu pro vyšší úředníky státní služby.

## Politická dráha
Už během dětství v Maroku byl aktivní v mládežnickém hnutí No'ar Chalucijut (נוער חלוציות). V letech 1965–1973 byl členem výkonného výboru odborové centrály Histadrut. V letech 1965–1968 a 1973–1976 zastával post místostarosty Dimony, pak v letech 1978–1984 byl starostou tohoto města. V roce 1980 byl členem Světového předsednictva Federace sefardských Židů. V roce 1985 byl předsedou Izraelské společnosti pro prevenci alkoholismu. Od roku 1952 je členem strany Achdut ha-Avoda, v níž zastával pozici člena vedení.
V izraelském parlamentu zasedl poprvé po volbách v roce 1973, do nichž šel za stranu Ma'arach. Mandát ale získal až v červnu 1974 jako náhradník. Stal se členem výboru pro ekonomické záležitosti, výboru státní kontroly a výboru práce. Mandát obhájil ve volbách v roce 1977, opět za Ma'arach. Byl členem výboru pro záležitosti vnitra a životního prostředí, výboru pro ekonomické záležitosti a výboru práce a sociálních věcí. Byl předsedou podvýboru pro bydlení pro penzionované drúzské, čerkeské a beduínské vojáky. Opětovně byl za Ma'arach zvolen ve volbách v roce 1981. Usedl do výboru finančního, výboru pro záležitosti vnitra a životního prostředí a výboru pro zahraniční záležitosti a obranu. Uspěl i ve volbách v roce 1984. Nastoupil jako člen do výboru House Committee, výboru pro zahraniční záležitosti a obranu a výboru finančního. Předsedal podvýboru pro pracovní podmínky členů Knesetu, podvýboru pro penze ve veřejném sektoru a společnému výboru pro mzdy policie a vězeňských strážců.
Ve volbách v roce 1988 nebyl zvolen.